# 广东万家乐
广东万家乐股份有限公司 （深交所：000533）是中国深圳证券交易所的一家上市公司，主营业务范围为电器机械及器材制造业。
2011年，该公司主营业务收入为2022522310.67元，公司净利润为70251003.52元，公司总资产为2210925084.13元。